# Erga omnes
Erga omnes (do Latim, contra, relativamente a, frente a todos) é uma expressão usada principalmente no meio jurídico, para indicar que os efeitos de algum ato ou lei atingem todos os indivíduos de uma determinada população ou membros de uma organização, para o direito nacional.
Enquanto os atos legislativos (leis, decretos legislativos, resoluções, dentre outros) têm como regra geral o efeito erga omnes, na maior parte das decisões judiciais há apenas o efeito inter partes, ou seja, restrito àqueles que participaram da respectiva ação judicial.
Alguns processos judiciais, contudo, possuem o efeito erga omnes, como as Ações Diretas de Inconstitucionalidade, que anulam um ato normativo (que teria, a princípio, validade contra todos, como uma lei). Quando considerada procedente, a Ação Direta de Inconstitucionalidade retirará do mundo jurídico tal ato normativo, valendo contra todos.
As decisões definitivas de mérito proferidas pelo Supremo Tribunal Federal (STF), nas ações declaratórias de constitucionalidade, nos termos do § 2º do art. 102 da Constituição Federal de 1988 têm o mesmo efeito, ou seja, a eficácia contra todos (e mais efeito vinculante).
Sendo a inconstitucionalidade reconhecida em uma ação que não tem o efeito erga omnes, como no caso de recurso extraordinário contra decisão judicial interposto junto ao Supremo Tribunal Federal, à decisão poderá ser atribuído o mesmo efeito  por meio de Resolução do Senado Federal, conforme art. 52, inciso X, da Constituição Federal.